# Tui
Tui – miasto w północno-zachodniej Hiszpanii, w regionie Galicja (Hiszpania), w prowincji Pontevedra. Położone jest na brzegu rzeki Minho, naprzeciw portugalskiego miasta Valença.
Nazwa miasta jest zapisywana jako Tui zarówno w języku galicyjskim, jak i portugalskim, oraz jako Tuy w hiszpańskim.
Nazwane przez Rzymian Tude, było wzmiankowane już przez Strabona i Ptolemeusza.
Pod panowaniem Wizygotów, było stolicą małego królestwa Gallaecia, złupionego później przez Normanów.
Po kampaniach Alfonsa I Walecznego (739-757) przeciwko Maurom, miasto znalazło się w rozległej strefie buforowej pomiędzy Maurami a chrześcijanami, i w IX wieku zostało objęte akcją ponownego zaludnienia pod rządami Ordoño I (850-866).
Dzisiaj centrum miasta znajduje się w rejonie oberży San Telmo. Na szczycie wzgórza stoi katedra (XI–XIII wiek) z centralnym westybulem w stylu romańskim, i zachodnim w stylu gotyckim.
Istnieją dwa mosty łączące Tui i miasto Valença:
- Tui International Bridge (znany w Portugalii jako Valença International Bridge) został ukończony w 1878, pod kierownictwem Gustave Eiffela
- Nowoczesny most z lat 90. XX wieku.

Ponieważ zarówno Portugalia, jak i Hiszpania są objęte Układem z Schengen, nie ma potrzeby: załatwiania formalności przy przekraczaniu tego najbardziej obleganego odcinka granicy w północnej Portugalii.
W mieście są dwa muzea, jedno poświęcone archeologii i sztuce sakralnej, oraz drugie, będące muzeum diecezjalnym.
Miasto dzieli się na 11 parroquias: Malvas, Pexegueiro, Areas, Pazos de Reis, Rebordans, Ribadelouro, Guillarei, Paramos, Baldrans and Caldelas.